# HB éditions
HB éditions était une maison d'édition indépendante. Elle a été fondée à Forcalquier en 1995 par Huguette Bouchardeau et a été radiée le 13 juin 2002.
Ces éditions ont été dirigées par le fils d'Huguette Bouchardeau, François Bouchardeau. Elles possédaient environ 150 titres à leur catalogue.
La collection « Textes courts » a été reprise par Le Mot fou éditions, maison fondée par une ancienne salariée de HB éditions : Heléne Delmas.

## Auteurs publiés
- Hana Bělohradská
- Renee Vivien